# Chinatown, Manhattan
Chinatown este un cartier al Manhattan-ului, în care locuiesc mai mult de 200.000 de chinezi. Magazinele, străzile și piețele stradale debordează de feluri exotice de mâncare, plante medicinale, cadouri, de la antichități la mărunțișuri. Aici se află un templu budist, pe strada Mott, și peste 200 de restaurante.